# 牧西弘季
牧西 弘季（もくさい ひろすえ）は、鎌倉時代前期の武蔵国児玉党（現在の埼玉県本庄市出身）の武士。牧西は木西とも記す。通称は四郎。児玉党系牧西氏の祖。

## 児玉党系牧西氏祖
父は、児玉党本宗家4代目庄太夫家弘の次男庄太夫弘高で、初めは庄氏を称しており、のちに姓となる。父が児玉郡四方田村に居住し、四方田氏の祖となった事で、弘季も四方田四郎を称した（複数ある系図の一つにも、四方田庄四郎弘季とある）。その後、弘季は児玉郡の牧西村に居住し、牧西氏祖となったと伝えられている（在地伝承に従えば、1190年代に居住したと言う事になっている）。『吾妻鏡』によれば、承久3年（1221年）に起きた承久の乱で、鎌倉幕府（北条泰時）軍に属して戦い、敵を1人生け捕る功績をあげている（『吾妻鑑』では、庄四郎＊四方田四郎として記載されているが、牧西とは記載されていない）。
子息に、牧西義季（通称三郎）、牧西弘次（通称五郎）と牧西季重（通称七郎）。牧西氏関連の系図によれば、庄太郎家長、（久下塚）二郎弘定、（四方田）三郎弘長、（四方田）五郎弘綱、（四方田）七郎高綱などを兄弟とするとあるが、確実に兄弟と考えられるのは、弘綱と高綱のみである。また、『武蔵七党系図』には、久下塚二郎弘定の孫が木西を称したとあり、「木西左近四郎経季」として記述されている。しかし、『武蔵七党系図』に記述されている事は、信憑性が低く、児玉党の本宗家一族の系図にむりやり組み込まれたものと考えられる。第一に、弘定の父を家長としており、通し名の観点から言えば、別の七党系図に記述された、弘定の父は弘高であるとする方が信憑性は高い。第二に、『鎌倉武鑑』にも「弘季は弘高の三男である」と記述されている。この事からも、牧西弘季を久下塚弘定の孫であるとする『武蔵七党系図』の記述は意図的に創作されたものと見られる。

## その他
- 弘季は牧西氏を称して牧西村に居館を築いた後、当地に八幡神社を建立したと伝えられている。居館跡は現在の本庄市牧西堀ノ内439にある。
- 在地伝承によれば、弘季が牧西村に居住したのは建久年間（1190 - 98年）の事とされる。しかし、『吾妻鑑』（14世紀成立）では、弘季は牧西の名で記述されていない為、確証不足と言える。
- 複数ある『武蔵七党系図』の一つにも、しっかり、弘高の子息であると記述されており、伝承差が激しい。また、七党系図の一つには、庄太郎家長の弟、本庄四郎弘季とあり、いかに七党系図の信憑性に問題があるかが分かる（本庄氏は家長の子息が名乗ったものであり、当然、弘季は本庄氏を名乗ってはいない）。この他、諸々の観点から七党系図に記述されている事を鵜呑みにし、そのまま信用する事は危うい。
- 生まれた地については、四方田村（四方田氏館）、あるいは栗崎村と考えられる。